# Gustav Heinrich Maria Graf Sizzo de Noris
Gustav Heinrich Maria Graf Sizzo de Noris (* 14. Februar 1873 in Trient; † 1. Februar 1943 in Wien) war ein italienisch-österreichisch-ungarischer Diplomat. Er war erster österreichischer Statthalter des Ritterordens vom Heiligen Grab zu Jerusalem.

## Leben
Er stammte aus dem seit dem 11. Jahrhundert nachgewiesenen florentinischen Adelsgeschlecht der Sizzo-Noris. Seine Eltern waren Heinrich Graf Sizzo de Noris (1840–1912) und Maria Freiin von Heine-Geldern (1847–1911). Er hatte zwei Geschwister und war ein Großneffe Heinrich Heines. Am 14. April 1910 heiratete er in Wien Helene Caroline Therese Freiin Traeger von Rhonhof (1883–1934). Ihm gehörten die Villa San Bartolomeo (Villa Sozzi) in Trient und das Landgut Covelo (Villa dei conti Sizzo a Covelo) im Valle dei Laghi, Terlago, Venezia Tridentina.
Sizzo de Noris war kaiserlich und königlicher Generalkonsul der österreichisch-ungarischen Vertretung in London und 1917 und 1919 Ordentliches Mitglied der Österreichischen Politischen Gesellschaft. Er erhielt am 11. Juli 1925 in Rom die Adelsanerkennung als Conte del Sacro Romano Impero.
Gustav Graf Sizzo de Noris wurde durch Luigi Barlassina, den Lateinischen Patriarchen von Jerusalem, zum ersten offiziellen Statthalter in Österreich des Ritterordens vom Heiligen Grab ernannt. Er war von 1933 bis zu seinem Tode 1943 Statthalter der österreichischen Ordensprovinz. Aufgrund gesundheitlicher Probleme führte Franz Hlawati zeitweise die Geschäfte des Ordens in Österreich. In dieser Zeit wurden unter anderem Wilhelm Miklas, Bundespräsident von 1928 bis 1938, und dessen Ehefrau, sowie Theodor Kardinal Innitzer in den Ritterorden investiert. Sein Vater Heinrich Graf Sizzo de Noris, k. u. k. Kämmerer und Major, wurde 1882 als Großkreuzritter in Jerusalem investiert.